# 川代渓谷

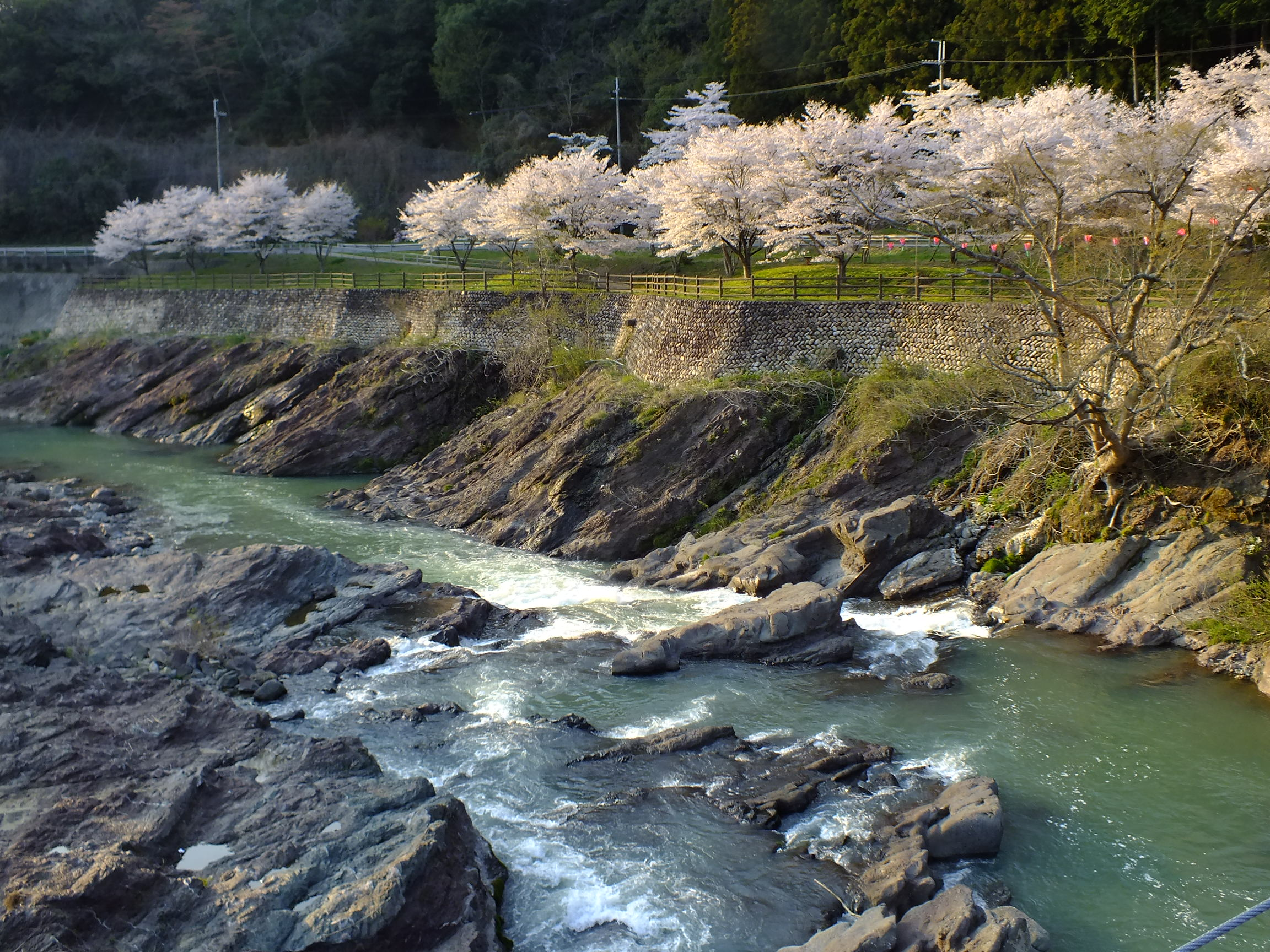
川代渓谷と篠山川（川代公園）

川代渓谷（かわしろけいこく）は、篠山盆地より流れ出た篠山川により築かれた渓谷。丹波竜発掘地に近く、サクラの名所でもある。篠山川上流に東西4kmに渡って延び、篠山盆地より溢れ出た奔流が、妙奇岩・怪石を生み、川岸の桜・楓と相まって名勝を形成する。

## 概要

川代渓谷と川代公園

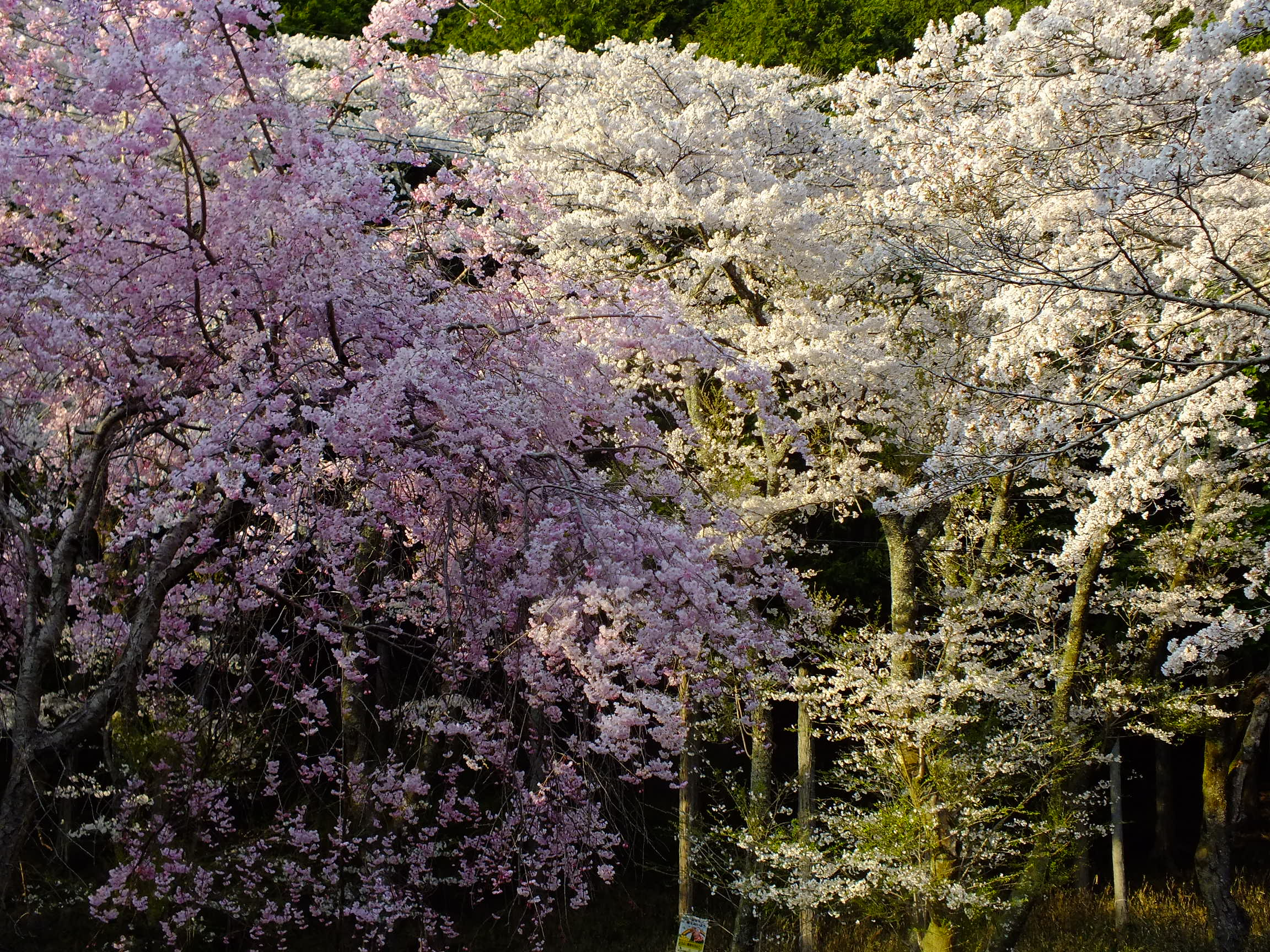
川代公園のソメイヨシノ

篠山川の東西4㎞にわたって続く奇岩、怪石の渓谷であり、川岸に植樹されたソメイヨシノなどのサクラの名所としても知られる名勝地である。下流側に丹波竜が発掘された。峡谷小さな窪みにひっかかった石が、水によって回転して長い間にできるポットホールが随所に見られる。一帯は川代公園として整備され、吊り橋、キャンプ場などがある。総面積6,500㎡でキャンプ場がそのうち1,500㎡を占める。

### サクラ
- ソメイヨシノ約200本。花期は、4月上旬～中旬。毎年、4月上旬には、川代さくら祭りが開催され多くの人でにぎわう[1]。

### キャンプ場
- 川代公園内にあり、利用は予約制[1]。

### 吊り橋
- 川代公園周辺の渓谷をまたぐ吊り橋で、長さ90m、巾1.5m。わたり切ったところがキャンプ場になっている[1]。

## ギャラリー

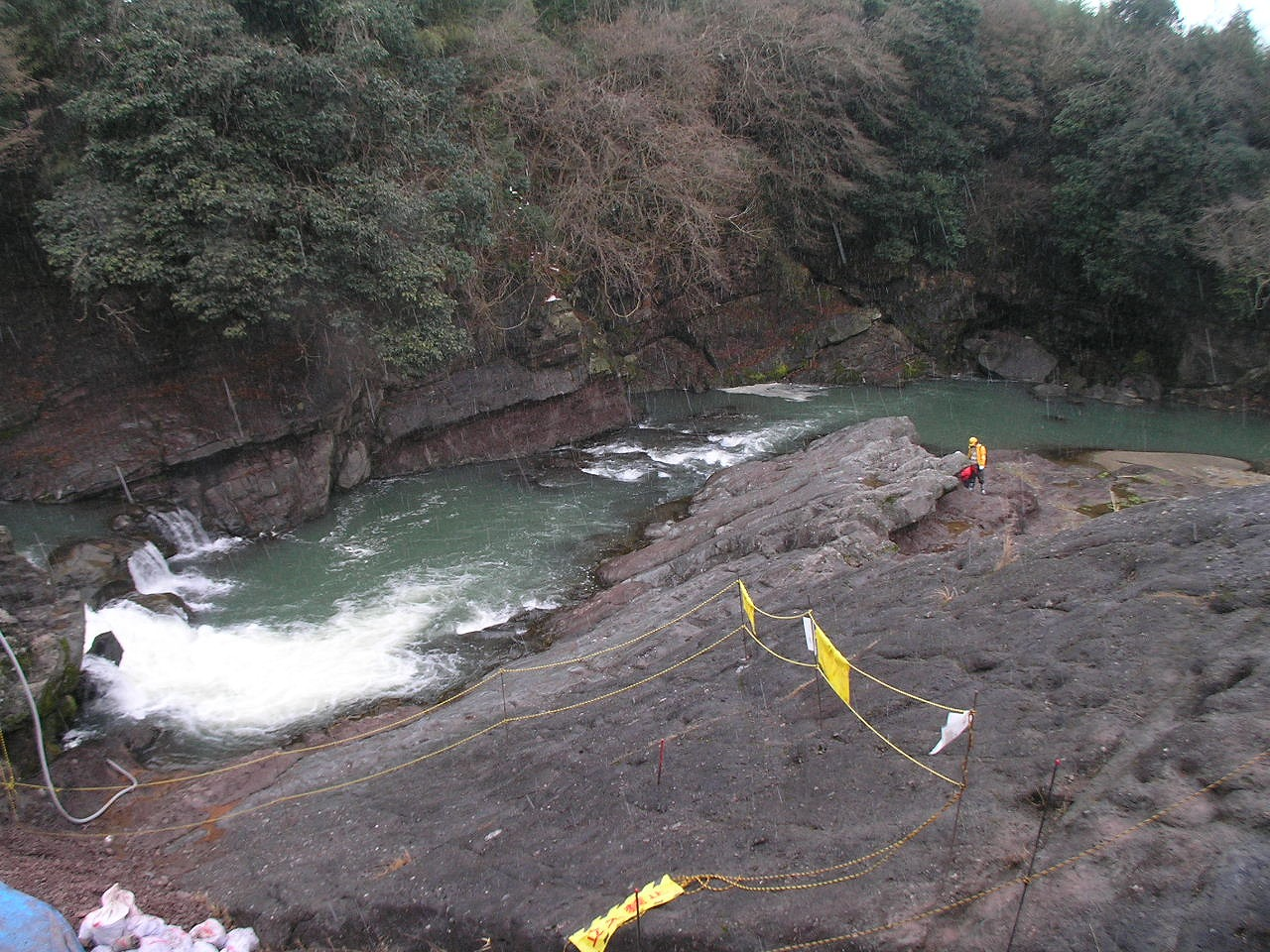
丹波竜が発掘された付近
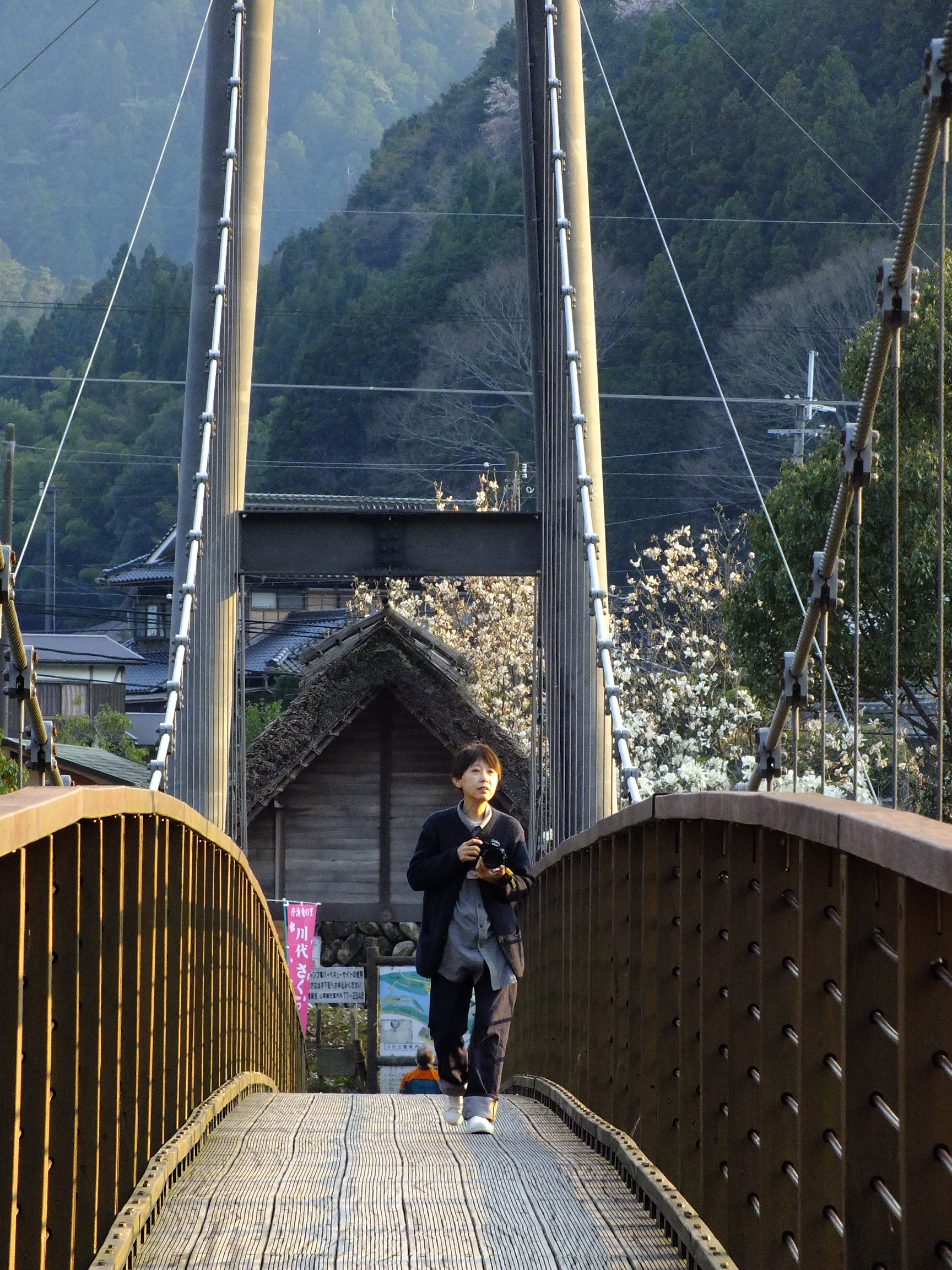
キャンプ場への吊り橋
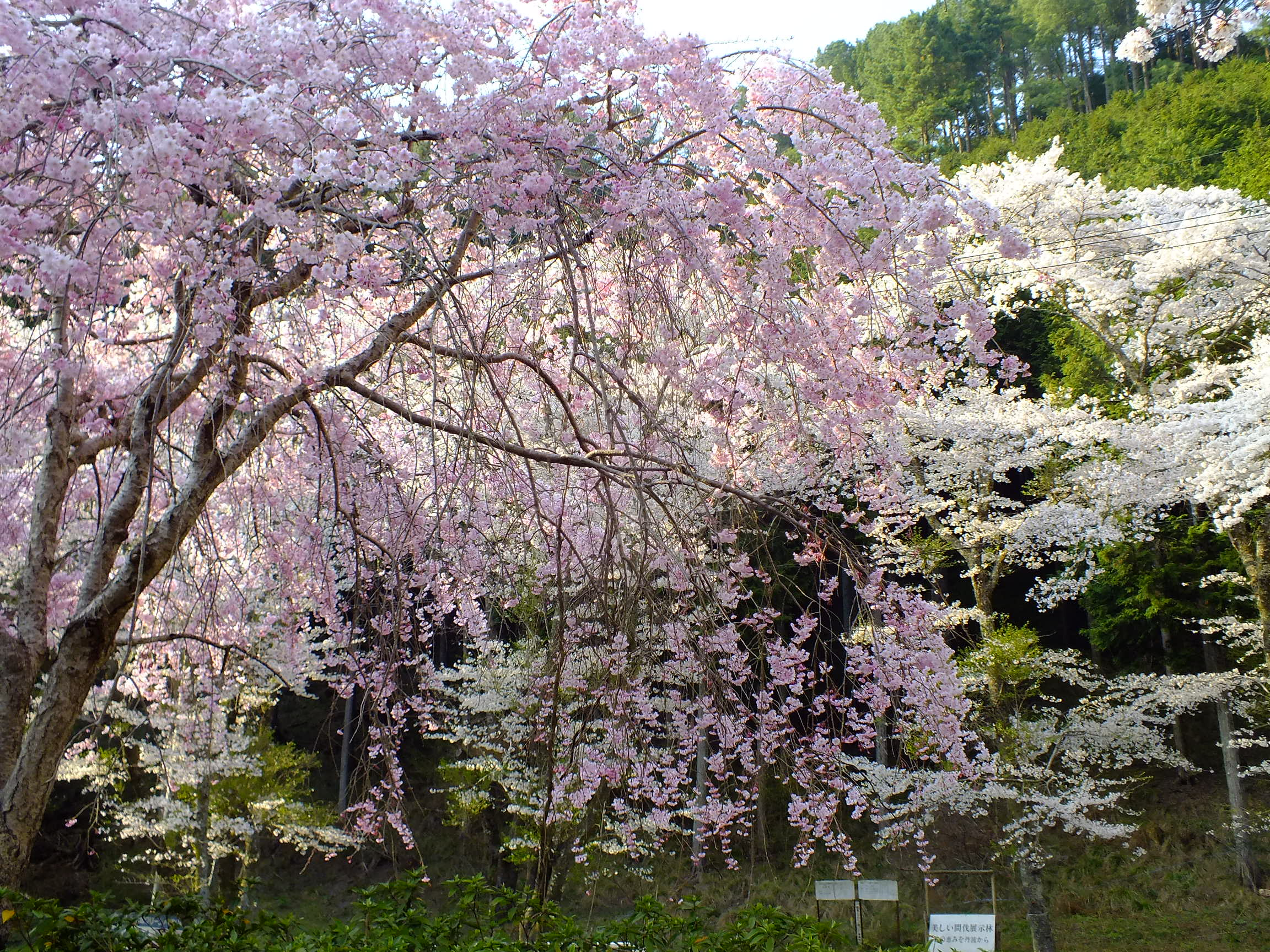
川代公園のしだれ桜2014-04-11
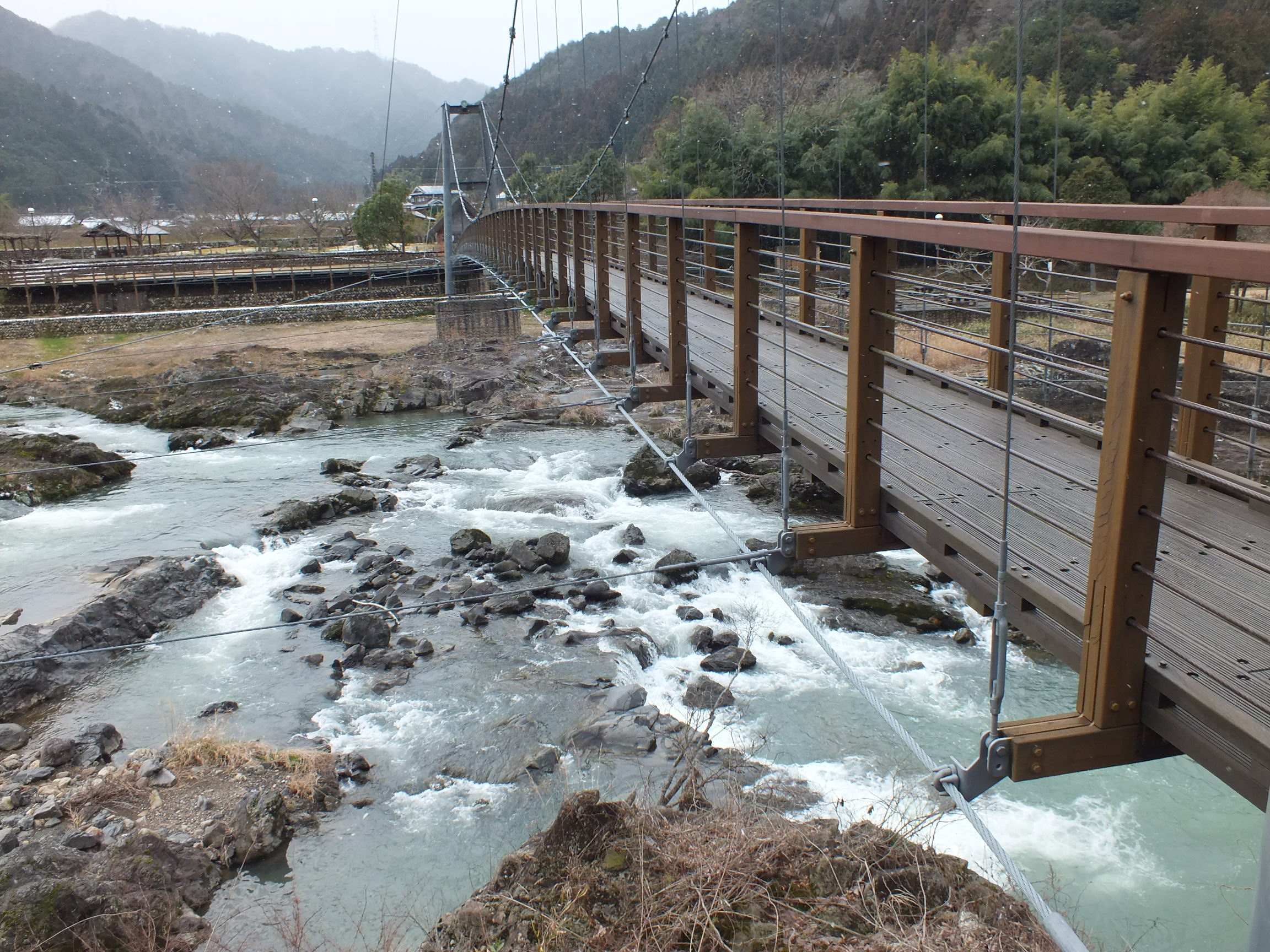
吊り橋の対岸にキャンプ場がある
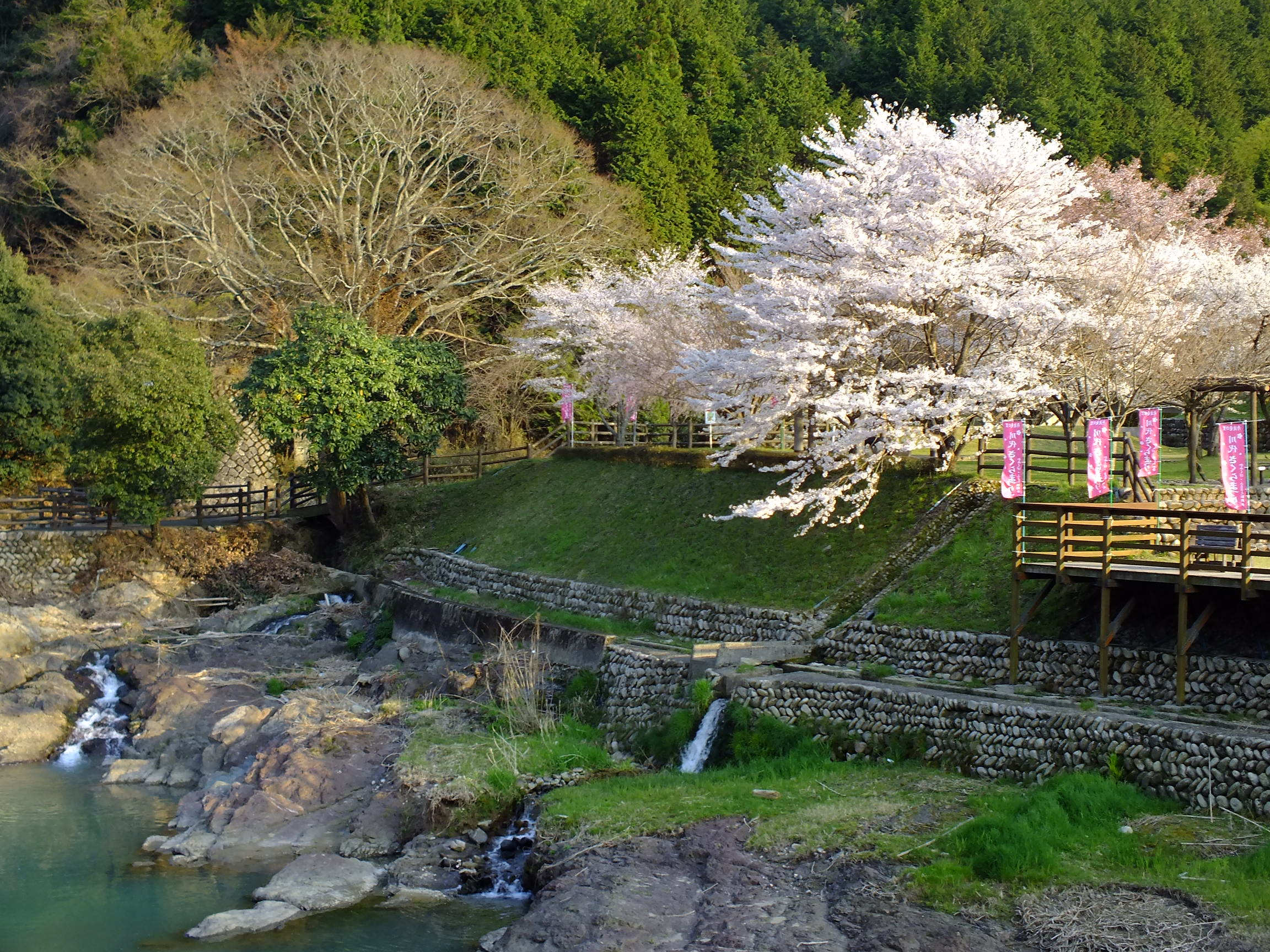
川代渓谷と左岸のキャンプ場

## 周辺
- 丹波竜の里公園
- 広田のつり橋
- 上滝発電所記念館
- 兵庫県立丹波並木道中央公園[3]